# Openfiler
Openfiler — операционная система, которая предоставляет возможность выделять файловые устройства NAS и блочные устройства SAN. Она была создана компанией Xinit Systems и базируется на rPath Linux. Это свободное программное обеспечение с лицензией на основе GNU General Public License v. 2. Программное обеспечение с открытым кодом от сторонних разработчиков.

## История
Кодовая база Openfiler была разработана Mukund Sivaraman в компании Xinit Systems в 2001 году. Компания создала и проспонсировала проект в октябре 2003 г. Первый доступный релиз появился в публичном доступе в мае 2004 г.

## Системные требования

### Минимальные
Openfiler необходимо минимум 500 МГц ЦП, 256 MB ОЗУ, 1 Гб свободного места на диске для установки ОС, оптический дисковод и сеть Ethernet для установки по сети.

### Оптимальные
64-х разрядный процессор с тактовой частотой не менее 1.6 ГГц, 2 ГБ ОЗУ, 10 ГБ свободного места на диске (8 ГБ для установки ОС и 2 ГБ для файла подкачки) и аппаратный RAID контроллер жестких дисков. Данные условия необходимы для обеспечения оптимальной производительности.

## Функции
Openfiler поддерживает следующие сетевые протоколы: Network File System, SMB/CIFS, HTTP/WebDAV, FTP and iSCSI (таргет и инициатор), FC (таргет и инициатор). Openfiler также поддерживает следующие сетевые каталоги: NIS, LDAP (с поддержкой SMB/CIFS зашифрованных паролей), Active Directory (в обычном и совмещенном режиме), контроллер домена Windows NT 4 и Hesiod. Включает в себя следующие протоколы аутентификации: Kerberos. Openfiler поддерживает ext3, ext4, JFS и XFS как файловые системы по умолчанию, позволяет делать «снимки» диска в любой момент времени, устанавливать квоты на дисковое пространство, и единый интерфейс управления для совместного администрирования, который позволяет просто выделять файловые системы.
Ниже приведены только некоторые функции, которые сейчас доступны в Openfiler:
1. Блочная виртуализация
  1. Снимки систем доступны по расписанию.
  2. Расширение размера диска на рабочей системе (тестируется).
  3. Уведомления об использовании дисков.
  4. Поддерживает множественность групп дисков для оптимального выделения ресурсов.
  5. iSCSI инициатор (только через консоль).
  6. FC инициатор (только через консоль).
  7. Миграция и репликация дисковых разделов (только через консоль).
2. Управление учётными записями
  1. Аутентификация при помощи PAM, конфигурируемый из web-интерфейса.
  2. NIS, LDAP, Active Directory, контроллер доменов NT4.
  3. Поддержка гостевых\публичных учётных записей.
  4. Установка квот на дисковое пространство и файлы для групп.
  5. Установка квот на дисковое пространство и файлы для пользователей.
  6. Установка квот на дисковое пространство и файлы для гостевых пользователей.
  7. Поддержка шаблонов квот для пользователей и групп.
3. Распределенное управление
  1. Создание распределенных томов.
  2. Многоуровневое дерево распределенных каталогов.
  3. Множественный доступ для групп в распределенном управлении.
  4. Множественный доступ для хостов\сетей в распределенном управлении.
  5. Для каждого тома поддерживается свой сервис для активации (NFS, SMB/CIFS, HTTP/WebDAV, FTP)
  6. Поддерживает авто-создание домашних каталогов для SMB.
4. Набор протоколов промышленного стандарта
  1. Поддержка CIFS/SMB для клиентов Windows.
  2. Поддержка NFSv3 для всех клиентов UNIX, с поддержкой протокола ACL.
  3. Поддержка NFSv4 (тестируется).
  4. Поддержка FTP.
  5. Поддержка WebDAV и HTTP 1.1
  6. Фоновая поддержка возможностей Linux для других настроек.
  7. Открытое программное обеспечение, что позволяет модифицировать и разрабатывать ПО, как вам угодно.

### Свободное ПО
- FreeNAS
- NAS4Free
- ZFSguru
- Gluster
- NASLite
- OpenMediaVault

### Коммерческое ПО
- Open-E

## Публикации
- Bill Childers (May 2009) OpenFiler: an Open-Source Network Storage Appliance Архивная копия от 7 июня 2011 на Wayback Machine, Linux Journal issue 181
- Jennifer Schiff (June 24, 2009) Linux-Powered Enterprise Storage: Openfiler Архивная копия от 4 июня 2011 на Wayback Machine, LinuxPlanet
- Rick Grehan (February 24, 2009) More specialty Linuxes to the rescue. OpenFiler Архивная копия от 5 июня 2011 на Wayback Machine, Computerworld
- Cory Buford (September 10, 2008) Turn your machine into enterprise storage with Openfiler Архивная копия от 26 апреля 2011 на Wayback Machine, Linux.com
- Steven J. Vaughan-Nichols, (Sep. 20, 2006) Openfiler simplifies Linux NAS and SAN (недоступная ссылка), Linux-Watch
- Chris Mellor (4 Nov 2003) Open Source NAS with SAN possibly coming Архивная копия от 14 августа 2011 на Wayback Machine, Techworld